# Jean-Yves Masson
Jean-Yves Masson (28 de septiembre de 1962) es un poeta, traductor, editor y profesor francés. En 2008 recibió el premio Max Jacob.

## Biografía
Jean-Yves Masson nació en Créhange (Mosela), en Lorena, frontera con Alemania, en una comarca minera. Alumno de la Escuela Normal Superior de la calle Ulm desde 1982, continuó estudios de Filosofía en París. Profesor en la Universidad París X Nanterre primero, pasó en 2005 a la Universidad de la Sorbona (París IV) como profesor de Literatura comparada, donde dirigió entre 2006 y 2012 el Centro de Investigación de Literatura Comparada. Obtuvo el premio Roger-Kowalski en 1995 por su libro Onzains de la Nuit et du désir. En 2007 fue galardonado  con el premio Max Jacob por su libro Neuvains du sommeil et de la sagesse. Ha traducido a numerosos poetas irlandeses (Yeats), italianos (Mario Luzi, Roberto Mussapi, Leonardo Sinisgalli) o alemanes (Rilke, Hofmannsthal, Eduard Mörike, Else Lasker-Schüler). Miembro del jurado del Premio Europeo de Literatura, del Premio de Literatura Francófona Jean Arp y del Premio de Traducción Nelly Sachs. Desde junio de 2009 a junio de 2011 presidió la Casa de los escritores y  la Literatura. Colabora desde 2004 con la revista Magazine littéraire, donde se encarga cada mes de las páginas de poesía.

## Trayectoria
Publicó sus primeros poemas en La Nouvelle Revue française en 1986. Colaboró asimismo en numerosas revistas, entre ellas Polyphonies (desde 1987 hasta su desaparición en 1997). Crítico literario, es uno de los colaboradores de "Panorama de France Culture" en los años 90. Publicó en 1996 su primera novela, L'isolement. Por su antología de relatos Ultimes vérités sur la mort du nageur (2007), obtuvo el Premio Goncourt de relato breve. Sus poemas Neuvains du sommeil et de la sagesse fueron galardonados  con el premio Max Jacob en 2008. 
Dirigió durante veinte años la colección de literatura germánica de ediciones Verdier, con más de cuarenta títulos. Ha dirigido también las colecciones « Le Siècle des poètes » (Ediciones Galaade) y «Traductologiques» (Ediciones Les Belles Lettres).

## Obras
- Don Juan ou le refus de la dette, ensayo en colaboración con Sarah Kofman, Éditions Galilée, 1990.
- Offrandes, poemas, Voix d’Encre, 1995.
- L'Isolement, novela, Éditions Verdier, 1996 ; reed. Verdier Poche, 2014.
- Onzains de la nuit et du désir, poemas, Cheyne éditeur, 1995.
- Poèmes du festin céleste, l’Escampette, 2002.
- Le Chemin de ronde, carnets, Voix d’encre, 2003.
- Hofmannsthal, renoncement et métamorphose, Verdier, 2006.
- Ultimes vérités sur la mort du nageur, relatos, Verdier, 2007.
- Neuvains du sommeil et de la sagesse, poemas, Cheyne Éditeur, 2007.
- L'Incendie du théâtre de Weimar, novela, Verdier, 2014.